# Anomiopus soledari
Anomiopus soledari är en skalbaggsart som beskrevs av Canhedo 2004. Anomiopus soledari ingår i släktet Anomiopus och familjen bladhorningar. Inga underarter finns listade i Catalogue of Life.